# Бухтояров, Олег Иванович
Оле́г Ива́нович Бухтоя́ров (14 апреля 1945, Проскуров — 19 июля 2015, Челябинск) — советский и российский учёный и организатор высшей школы, доктор химических наук, профессор, ректор Курганского государственного университета (2002—2012), заслуженный работник высшей школы Российской Федерации (2000).

## Биография
Олег Иванович Бухтояров родился 14 апреля 1945 года в городе Проскурове Каменец-Подольской области Украинской ССР, ныне город Хмельницкий Хмельницкой области Украины.
В 1963 году окончил школу № 32 города Кургана и поступил в Курганский машиностроительный институт (с 1995 года — Курганский государственный университет). Окончил его в 1968 году, получив квалификацию «инженер-механик» по специальности «оборудование и технология сварочного производства».
С 1968 года работал в КМИ, ассистентом на кафедре «Оборудование и технология сварочного производства», в 1971 году поступил в аспирантуру при КМИ, а в 1974 году окончил её и до 1975 года работал в машиностроительном институте старшим инженером по хоздоговорам.
В 1975 году был переведен на кафедру физики, где до 1986 года работал ассистентом, старшим преподавателем, доцентом.
В 1977 году защитил кандидатскую диссертацию «Свойства и структура расплавленных оксифторидных электролитов» по специальности «физическая химия», в 1979 году получил учёное звание доцента по кафедре физики.
С 1983 по 1986 годы был деканом вечернего факультета. В 1986 году был переведен на два года на должность старшего научного сотрудника для завершения докторской диссертации. В 1988 году вернулся на кафедру физики и был избран учёным советом института заведующим кафедрой.
В 1989 году вступил в КПСС.
В 1989 году защитил докторскую диссертацию «Прогнозирование структуры и свойств металлургических расплавов методами компьютерного моделирования» по специальности «физическая химия», а в 1991 году получил учёное звание профессора по кафедре физики.
С 1990 по 2002 годы — проректор по научной работе; с 1997 по 2002 годы — заведующий кафедрой химии. С 1992 года — член диссертационного совета по защитам докторских диссертаций по специальности «физическая химия» при Южно-Уральском государственном университете.
С 14 мая 2002 по 3 апреля 2012 года — ректор Курганского государственного университета. До 2012 года возглавлял совет ректоров Курганской области.
Олег Иванович Бухтояров умер 19 июля 2015 года в одной из челябинских клиник, где проходил лечение.
Прощание состоялось 21 июля 2015 года во Дворце культуры машиностроителей (г. Курган). Похоронен на кладбище села Кетово Кетовского сельсовета Кетовского района Курганской области, ныне село — административный центр Кетовского муниципального округа той же области.

## Научная и общественная деятельность
Автор более 200 статей, получено 45 авторских свидетельств на изобретения. На конференциях различного уровня сделано более 100 докладов.
Под его руководством были защищены четыре кандидатские и две докторские диссертации.
Разработал новые составы флюсов для электрошлакового переплава. Участвовал во внедрении технологии электрошлакового переплава на Курганском заводе колёсных тягачей и Горьковском машиностроительном заводе.
Организовал и провел в Кургане семь всероссийских конференций «Компьютерное моделирование физико-химических свойств стёкол и расплавов».
Являлся постоянным членом комиссий по присуждению грантов и премий губернатора Курганской области.
По представлению губернатора Курганской области в 2007 году был избран членом Общественной палаты Курганской области. 18 апреля 2007 года прошло первое заседание Общественной палаты Курганской области первого состава (2007—2011), на котором его избрали председателем палаты. В мае 2011 года сформирована Общественная палата Курганской области второго состава (2011—2015). Первое заседание состоялось 25 мая 2011 года, на котором председателем Общественной палаты Курганской области переизбран О.И. Бухтояров.
Действительный член Академии проблем качества РФ (1997), член-корреспондент Академии инженерных наук РФ (1996), член президиума Курганской областной организации Всероссийского общества «Знание».

## Награды
- Орден Дружбы, 1995 год
- Почётное звание «Заслуженный работник высшей школы Российской Федерации», 2000 год — за заслуги в научной работе, значительный вклад в дело подготовки высококвалифицированных специалистов[5]
- Медаль Министерства высшего и среднего специального образования РСФСР за лучшую научную студенческую работу, 1967 год

## Семья
- Отец — Иван Игнатьевич, работал главным бухгалтером
- Мать — Мария Яковлевна
- Жена — Любовь Сергеевна
- Сын — Артур, врач-реаниматолог
- Брат — Александр Иванович, первый заместитель губернатора Курганской области (1997—2013).